# Rocío Bonilla
Rocio Bonilla Raya (Badalona, 1970) es una escritora e ilustradora española.
El año 2011 entró en el mundo editorial como ilustradora, y debutó como autora con el álbum ilustrado Cara de pardal (Animallibres, 2014). Ha publicado más de 50 libros, entre los cuales destacan títulos como La muntanya de llibres més alta del món (Animallibres, 2015), De quin color és un petó? (Animallibres, 2015), Germans! (Animallibres, 2018) o El gran llibre dels superpoders amb Susanna Isern (Flamboyant, 2017). Sus libros han sido traducidos a más de veinticinco idiomas y han recibido varios premios. Ha sido una de las autoras más vendidas en catalán de 2018.